# Kuznetsov-klassen
Kuznetsov-klassen (også kendt under betegnelserne: Projekt 1143.5, Bresjnev- eller Kreml-klassen) er en hangarskibsklasse oprindeligt bygget af til den sovjetiske flåde. Klassen består af to skibe hvoraf det ene er i aktiv tjeneste i Ruslands flåde, mens det andet skib aldrig blev færdiggjort og efterfølgende solgt til Kina der negligerede det i mange år men nu synes at have fået viljen til at færdiggøre det.

## Rolle
Selvom vestlige eksperter har klassificeret klassen som hangarskibe er klassens opgaver anderledes end vestlige hangarskibes. De sovjetiske skibsbyggere benyttede begrebet Tjazjolyj avianesusjtjij Krejser Raketnyj (TAKR – Tung flybærende missilkrydser) – der har til opgave at støtte og forsvare flådens atomdrevne missilubåde, overfladeskibe og missilbevæbnede fly.
Skibene er udrustet med SS-N-19 (NATO rapporteringsnavn: Shipwreck) SSM, SA-N-9 (Gauntlet) luftforsvarsmissiler samt Sukhoj Su-33 (Flanker D) jagerfly. Flyene om bord på Admiral Kuznetsov er beregnet til at opretholde et russisk luftoverherredømme omkring en russisk flådestyrke. Hangarskibet medbringer desuden et stort antal helikoptere til antiubådskrigsførelse, søredning samt AWACS.

## Design

### Skrog og landingsdæk
Skrogdesignet er udviklet fra Kiev-klassen, men større. Flydækket er 14.700 kvadratmeter og er vinklet skævt på skibets længdeakse og er således i stand til at modtage fly samtidig med at man sender fly i luften. Klassen er ikke, ligesom de amerikanske hangarskibe, udstyret med katapulter til at sende flyene i luften men benytter derimod et såkaldt skihop på tolv grader. Denne fremgangsmåde blev tidligere benyttet af Sea Harrier af Royal Navy på hangarskibene af Invincible-klassen.
Da klassen ikke er udstyret med katapulter til at hjælpe flyene med at lette, betyder det at det er begrænset hvor meget brændstof og våbenlast fly kan lette med. Skibenes Su-33 fly er dog i stand til at lette med fuld last. To elevatorer, en foran og en agten for skibets "ø" forbinder flydækket med skibets hangar.

### Luftgruppen
I de oprindelige specifikationer skulle klassen være i stand til at medbringe op til 33 fly og 12 helikoptere.

### Bevæbning
Admiral Kuznetsov har, i modsætning til vestlige hangarskibe, siloer til egne SS-N-19 sømålsmissiler.
Til luftforsvar er der installeret 24 stk. VLS til i alt 192 SA-N-9-missiler.
Til nærbeskyttelse mod lufttrusler er skibet udstyret med otte Kashtan CIWS. Hver Kashtan har to affyringssystemer til SA-N-11-missiler samt to 30 mm gatling maskinkanoner med tilhørende radar- og laser-ildledelsessystemer. Skibet er derudover udstyret med seks AK-630 gatlingkanoner.
Klassens primære forsvar mod ubåde er deres helikoptere, men er dog også udstyret med en RBU12000 antiubådsmortér.

### Fremdrivning
Oprindeligt forventede vestlige eksperter at Admiral Kuznetsov ville blive udrustet med en kernereaktor ligesom systemet på Kirov-klassen og kommandoskibet SSV33 Ural. Admiral Kuznetsov blev dog udrustet med otte gaskedler og fire dampturbiner der hver producerede 50.000 Hk (200.000 i alt) der driver fire aksler med fire propeller. Skibets topfart er 29 knob og ved denne hastighed kan skibet tilbagelægge 3.800 sømil, ved økonomiske 18 knob kan skibet derimod tilbagelægge 8.500 sømil.

## Historie

### Admiral Kuznetsov– skrog 1
Admiral Flota Sovjetskogo Kuznetsov blev designet af Neva designbureauet i Sankt Petersburg og blev bygget det sovjetiske skibsværft nummer 444 i den ukrainske sovjetrepublik. Skibet blev søsat i 1985, indgik i flådens tal i 1985 og var fuldt operativt i 1995. Skibet blev først navngivet Riga så Leonid Bresjnev, herefter Tbilisi før skibet fik sit nuværende navn. I vinteren 1995-1996 sejlede skibet til Middelhavet for at markere den russiske flådes 300 års jubilæum. I efteråret 2000 gik Admiral Kuznetsov til søs for at deltage i redningsaktionen for undervandsbåden Kursk. I vinteren 2007-2008 foretog Admiral Kuznetsov endnu et togt til Middelhavet.
Selvom tekniske og finansielle problemer har betydet begrænsede operationer er det forventet at Admiral Kuznetsov forbliver i aktiv tjeneste frem til 2025-2035.

### ex-Varjag– skrog 2
Varjag blev også bygget af det sovjetiske skibsværft nr. 444. Skibet blev køllagt i 1985 og søsat i 1988, men hejste aldrig kommando. I november 1991 standsede Rusland betalingerne til skibsværftet og i december måned ophørte alt arbejde på skibet. I april 1993 ytrede den russiske regering et ønske om at færdiggøre skibet, men gjorde ingen tiltag hertil. I juni 1995 blev den russiske regering enig med Ukraine om ikke at færdiggøre skibet og lod det overgå til værftet som betaling på landets gæld til værftet. Værftet solgte det ufærdige skib til Folkerepublikken Kina med den klausul at det aldrig måtte udstyres til kamp. I 2000 påbegyndte det en to års lang rejse til Dalian i Kina, hvor det ankom i marts 2002.
I 2004 blev skibet dog malet i Zhōngguó Rénmín Jiěfàngjūn Hǎijūn's farver og en skridsikker overflade blev lagt på dækket. I oktober 2006, indgik Rusland i forhandlinger med Kina om salget af op til 50 Sukhoj Su-33 kampfly – de samme fly som Rusland benytter på Admiral Kuznetsov – for 2,5 milliarder amerikanske dollar, selvom status på aftalen er usikker. Kinas flåde ønsker desuden at købe Ka-31 AEW-helikoptere og har designet et propeldrevet Xian Y-7 Jian Zai Yu AEW-fly med det amerikanske E-2 Hawkeye-fly som forbillede. Dette antyder at skibet måske vil blive Kinas første hangarskib.
I 2010 blev arbejdet på hangarskibet forøget og på forskellige internetfora dukkede der billeder op af forskellige våbensystemer og sensorer blive installeret på skibet.

## Skibe i klassen
| Pnt. | Navn                                                                            | Kølen lagt       | Søsat             | Indgået           | Skæbne                                      | Kaldesignal |
| ---- | ------------------------------------------------------------------------------- | ---------------- | ----------------- | ----------------- | ------------------------------------------- | ----------- |
| 063  | Admiral Flota Sovjetskogo Kuznetsov (ex-Riga) (ex-Tbilisi) (ex-Leonid Bresjnev) | 1. april 1982    | 16. december 1985 | 25. december 1990 | I tjeneste                                  | -           |
| 83   | Shi Lang (ex-Varjag)                                                            | 6. december 1985 | 8. december 1988  | -                 | I 2011 er skibet under færdiggørelse i Kina | -           |